# Mallophora leschenaultii
Mallophora leschenaultii là một loài ruồi trong họ Asilidae. Mallophora leschenaultii được Macquart miêu tả năm 1838.